# 프로그레시브 메탈
프로그레시브 메탈(영어: Progressive Metal, prog metal 이라고 줄여서도 쓴다)은 프로그레시브 록과 헤비 메탈이 결합된 퓨전장르이다. 프록메탈에는 강력하면서도 복잡한 악곡구조를 가진 기타 사운드와 엇박자, 그리고 프로그레시브 록의 복잡한 인스트루멘탈 연주가 섞여있다. 몇몇 프록메탈 밴드들은 재즈와 클래식 음악에서도 영향을 받았다. 프로그레시브 록 음악들처럼 프록메탈의 곡들도 대개 일반적인 록 음악들보다 길이가 길다. 또한 한 개의 컨셉앨범 안에서 동일한 주제로 연결되어 있는 경우도 있다. 이러한 이유로, 프로그레시브 메탈 음악은 대중적인 라디오나 TV프로그램에서는 거의 들리지 않는다.

## 역사
프록메탈의 기원은 60년대 말에서 70년대 초반 사이의 프로그레시브 록 밴드들에게서 찾아볼 수 있는데, 이 시기의 밴드들로는 예스, 핑크 플로이드, 에머슨, 레이크 & 파머, 제쓰로 툴, 킹 크림슨, 제네시스, 젠틀 자이언트, 포커스, 르네상스, 알란 파슨스 프로젝트, 초기의 퀸, 캔자스, 아토믹 루스터, 유라이어 힙, 러쉬 등이 있다. 뒤에 언급된 다섯 밴드들은 종종 메탈적 요소를 그들의 음악에 혼합하기도 했다. 그렇지만 프로그레시브 메탈이 하나의 장르로 자리잡은 것은 1980년대 중반이 지나서이다. 페이츠 워닝, 퀸스라이크 그리고 드림 시어터 등은 프로그레시브 록 밴드들의 악기편성과 악곡구조를 받아들인 다음 이를 초기 메탈리카, 메가데스 그리고 아이언 메이든 같은 헤비메탈 스타일과 섞어내었다. 그 결과 "헤비메탈적 사고방식"을 가진 프로그레시브 록이라 불릴만한 음악이 만들어지게 되었다.
당시 프록메탈의 대표격이었던 이 세 밴드들은 각기 어느정도 사운드의 차이가 있었다. 퀸스라이크는 세 밴드들 중 가장 멜로딕한 사운드를 들려주었고 그 결과 상업적으로 가장 성공할 수 있었다. 드림 시어터는 전통적인 프로그레시브 록에서 가장 벗어났고, 밴드의 초기 커리어는 대부분 밴드 멤버들의 기악 연주곡으로 채워졌다. 후기에는 프록-록적인 요소를 더욱 배제하고, 보다 날카롭고 현대적인 프록메탈 사운드를 선보였다. 페이츠 워닝은 가장 공격적인 사운드를 가졌고, 논쟁의 여지가 있지만 당시의 스래시 및 익스트림 메탈 씬과의 공통적인 요소를 갖고 있었다. 덕분에 그들은 상업적 성공과 거리가 멀었고, 유일하게 Parallels 앨범만이 잠깐동안 대중적인 인기를 얻었다.

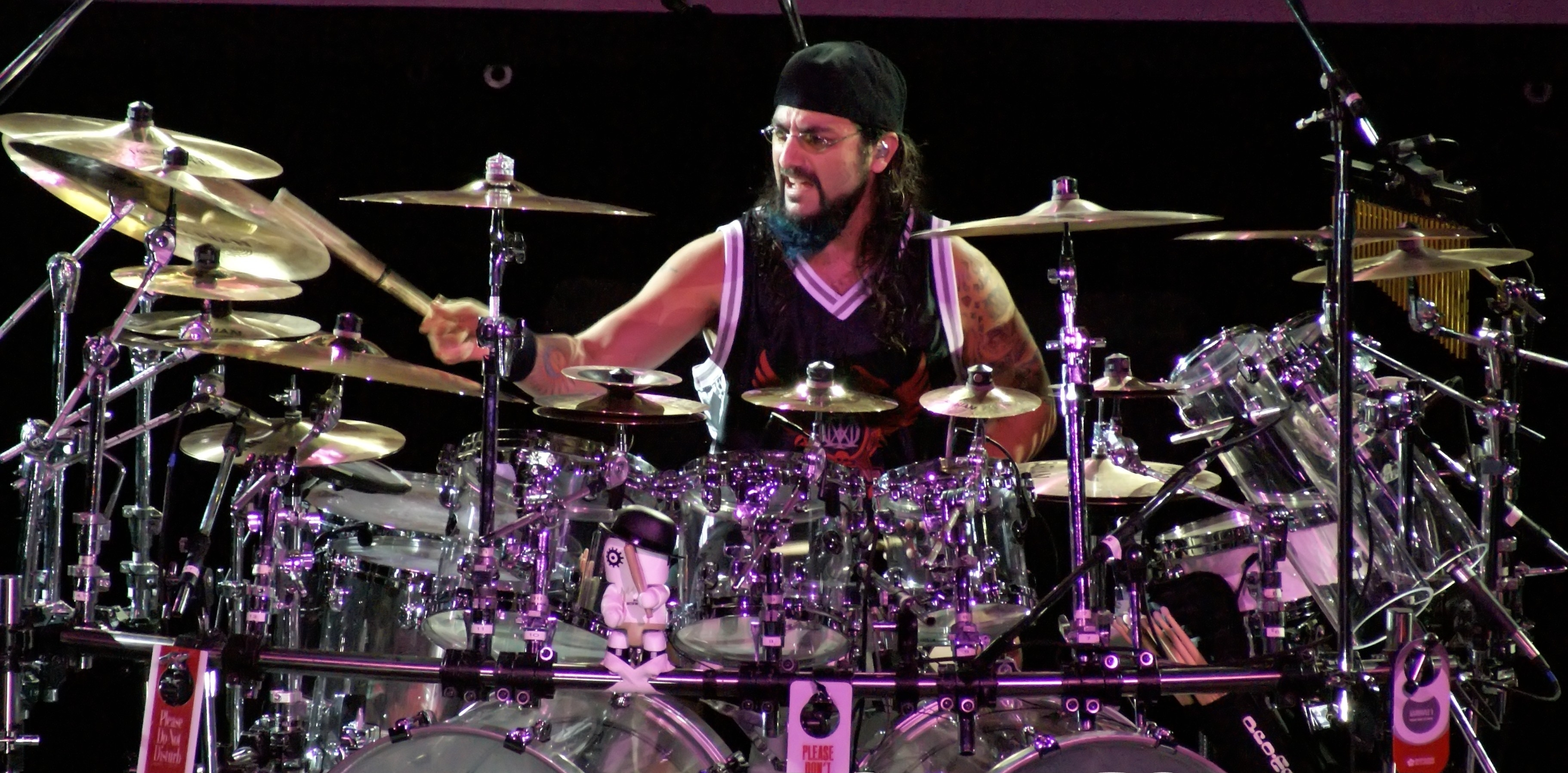
마이크 포트노이 (전 드림 시어터의 드러머)

프로그레시브 메탈은 90년대 초반 퀸스라이크의 "Silent Lucidity"가 라디오와 MTV 등에서 인기를 끌면서 대중적으로 주목받기 시작했다. 이 곡은 전형적인 프록메탈 곡은 아니었지만, 어쨌든 이로 인해 다른 프록메탈 밴드들도 점차 주목받게 되었다. 1993년에는 드림 시어터의 "Pull Me Under"가 상업적 성공을 거두었다.
90년대에는 페인 오브 셀베이션, 오페스, 에이레온, 스레숄드, 그리고 심포니 엑스 등의 밴드들이 자신들만의 독창적인 사운드를 만들어냈다. P.o.S는 70년대 프로그레시브 사운드의 어두운 면에 주목했다. 에이레온은 전통적인 프록메탈적 요소를 기반으로 록 오페라나 앰비언트 등을 혼합하였다. 심포니 엑스는 프록메탈에 파워 메탈과 클래식 음악을 조화시켰다. 스티브 바이의 전 보컬이자 스트래핑 영 래드의 보컬 겸 기타리스트 데빈 타운젠드는 포스트 메탈과 엠비언트를 전통적 프로그레시브 메탈과 결합시킨 음악을 선보였는데, 그의 솔로앨범 Ocean Machine: Biomech and Infinity에서 잘 드러난다. 오페스는 프록메탈을 데스 메탈과 혼합했다. 프록메탈이 끼친 또다른 영향 중 하나는 "테크니컬 메탈"인데, 왓치타워, 에이시어스트, 시닉 등의 밴드들은 복잡한 악곡 구조와 고난이도의 인스트루멘탈 연주를 활용하였다.
선 케이지드, 도미니시, 키르쿠스 막시무스 등은 전통적 프록메탈과 90년대의 1세대 프록메탈 밴드들에게 영향을 받았다. 다크 선즈, 디스일루젼, 컨시언스등은 오페스, 페인 오브 셀베이션, 그린 카네이션, 아나테마 등의 감성적 프록메탈 밴드들의 스타일을 전수받았다. 스웨덴 출신 티아맛 역시 프록메탈적인 스타일을 보여준다.

## 다양성
프록메탈은 무수히 많은 세부장르로 나뉠 수 있다. 이들중에는 프록메탈적 스타일을 어느 정도 갖고 있으면서도 매우 다른 사운드를 보이는 경우가 있다. 예를 들어, 킹스 엑스(King's X)와 오페스는 일반적으로는 프록메탈로 분류되지만 음악적 성향에서는 극과 극의 모습을 보인다. King's X는 좀 더 부드러운 메인스트림 록의 사운드를 들려주어, 펄 잼의 베이시스트 Jeff Ament가 "King's X가 그런지를 발명했다" 라고 말한것처럼 그런지 계열의 밴드들에게 많은 영향을 주었다. 반면 오페스의 그로울링 보컬과 (고딕음악을 연상시키는 어쿠스틱 기타가 혼합된) 헤비한 기타 사운드는 '프로그레시브 데스 메탈'이라는 장르로 자주 인용되는 것을 볼 수 있다. 미카엘 오케르펠트 스스로도 자신들의 음악에 예스나 카멜의 스타일이 많이 반영되어있다고 말한 적 있다.
클래식과 오케스트라도 프록메탈에 중대한 영향을 끼쳤다. 데빈 타운젠드와 심포니 엑스, 섀도 갤러리 등에서는 복잡하면서도 장엄한 전통적 프록메탈과 함께 클래식적인 음악도 들을 수 있다. 이와 비슷한 경우로 드림 시어터와 리퀴드 텐션 익스페리먼트, 플래닛 엑스 등은 재즈의 영향과 함께 솔로를 길게 늘어뜨린 -'솔로 배틀'로 표현되는 - 곡들을 많이 들려준다. 사이닉, 애시스트, 오페스, 페스틸런스, 메슈가 등도 역시 재즈음악에 데스 메탈을 혼합시켰다. 데빈 타운젠드는 자신의 음악에 엠비언트적 성향을 보다 많이 주입시켰다.
프록메탈은 또한 파워 메탈과도 많이 연결된다. 또한 스래시 메탈과도 겹치는 모습을 보여주는데, 대표적으로 다크 엔젤의 마지막 앨범 Time Does Not Heal -앨범 표지에 붙어있는'9곡 67분'이란 스티커로 유명한- 을 들 수 있다. 1985년에 데뷔한 밴드 워치타워는 모던 스래시 메탈 사운드와 프록메탈을 접목시켰다. 심지어 메가데스의 경우도 프록메탈과 종종 연계되는데, 데이브 머스테인은 80년대 초기에 자신들의 음악이 재즈 메탈로 광고 된 적이 있다고 주장하기도 했다.
시원시원하고 폭발적인 기타 사운드가 새로운 흐름으로 자리잡는 요즘에는, 한 때 주춤했던 '테크니컬 메탈'이 다시 메탈씬에 퍼지고 있다. 이러한 추세는 드림 시어터나 심포니 엑스 등이 다시 인기를 얻는데 한 몫 하고 있으며, 프록 메탈 밴드가 더 이상 전통적인 프록메탈 스타일로 연주하지 않는 새로운 흐름을 형성하게 하였다. 이에는 인투 이터니티, 네버모어 등이 있다. 이러한 밴드들에겐 맞든 틀리든 대개 "프록 메탈"이라는 딱지가 붙어있지만, 실제로 그들의 연주는 상대적으로 복잡한 테크니컬 메탈에 가까우며 다른 하위장르들과는 전체적으로 연관지어질 수 없다. 네크로파지스트 등의 테크니컬 데스 메탈 밴드들 또한 마찬가지로 헤비메탈 팬들에게는 이질적인 사운드를 갖고 있다.

## 아방가르드 메탈과의 차이점

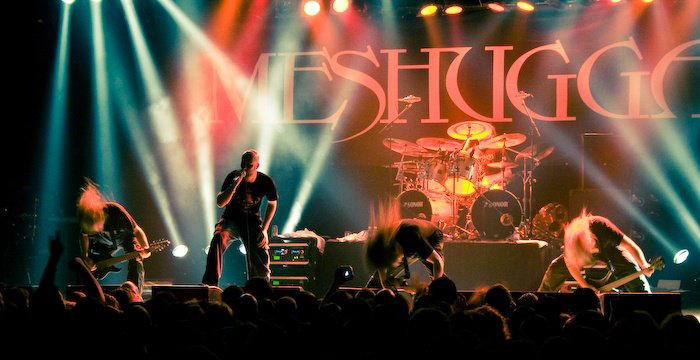
메슈가 (2008년 멜버른에서의 공연)

프록메탈과 아방가르드 메탈은 둘다 실험적 성향이 강하고 뚜렷한 기준이 없는 사운드이지만, 이러한 공통점들 보다 더 많은 차이점이 존재한다. 프록메탈에서의 '실험'은 전통적 악기들 속에서의 복잡한 리듬과 악곡구조의 변화를 뜻하는 반면에 아방가르드 메탈에서의 '실험'은 일반적으로 흔하지 않은 사운드와 악기의 사용을 의미한다. 또한 프록메탈이 연주기술과 음악이론(예- 엇박자, 복잡한 악곡형태, 재즈의 영향)등에 상당한 비중을 두는 반면 아방가르드 메탈은 보다 더 파격적이며, 관습적인 음악 형태에 대해 의문을 제기하는 경향이 있다.

## 같이 보기
- 프로그레시브 록